# Цезарій Кухарський
Цезарій Кухарський (пол. Cezary Kucharski, нар. 17 лютого 1972, Луків, Польща) — колишній польський футболіст, що грав на позиції нападника.
Виступав за національну збірну Польщі.
Дворазовий чемпіон Польщі. Володар Суперкубка Польщі.

## Клубна кар'єра
Вихованець футбольної школи клубу «Орлента Лукув».
У дорослому футболі дебютував 1990 року виступами за команду клубу «Сярка Тарнобжег», в якій провів три сезони, взявши участь у 49 матчах чемпіонату.
Протягом 1993—1995 років захищав кольори команди клубу «Аарау».
Своєю грою за останню команду привернув увагу представників тренерського штабу клубу «Легія», до складу якого приєднався 1995 року. Відіграв за команду з Варшави наступні два сезони своєї ігрової кар'єри. Більшість часу, проведеного у складі «Легії», був основним гравцем атакувальної ланки команди.
Згодом з 1997 по 2000 рік грав у складі команд клубів «Спортінг» (Хіхон), «Легія» та «ОКС 1945 Ольштин».
2000 року повернувся до клубу «Легія». Цього разу провів у складі його команди три сезони. Граючи у складі «Легії» також здебільшого виходив на поле в основному складі команди.
Протягом 2003—2005 років захищав кольори клубів «Іракліс» та «Гурник» (Ленчна).
Завершив професійну ігрову кар'єру у клубі «Легія», у складі якого вже виступав раніше. Прийшов до команди 2006 року, захищав її кольори до припинення виступів на професіональному рівні 2006 року.

## Виступи за збірну
1996 року дебютував в офіційних матчах у складі національної збірної Польщі. Протягом кар'єри у національній команді, яка тривала сім років, провів у формі головної команди країни 17 матчів, забивши три голи.
У складі збірної був учасником чемпіонату світу 2002 року в Японії і Південній Кореї.

## Досягнення
- Чемпіон Польщі:

«Легія»: 2001—2002, 2005—2006
- Володар Суперкубка Польщі:

«Легія»: 1997